# Commonwealth Arena and Sir Chris Hoy Velodrome
El velòdrom Commonwealth Arena i Sir Chris Hoy Velodrom, conegut per a raons de patrocini com a Emirates Arena, és un pavelló i velòdrom a Dalmarnock, Glasgow, Escòcia. Es va onstruïr pels Jocs de la Commonwealth del 2014, aquests espais van acollir les proves de bàdminton i el ciclisme en pista. Està situat oposat al Celtic Park a l'East End de Glasgow. El complex és la seu de Sportscotland i Scottish Cycling.

## Història
Va ser construït en uns terrenys de 12.5 hectàrees amb un cost de 113 milions de lliures esterlines. La feina de construcció va tenir lloc entre 2009 i 2012. L'edifici es va obrir l'octubre del 2012.
Al setembre del 2017, els veïns Celtic de Glasgow van aprovar els plans de construcció d'un complex hoteler als mateixos terrenys, situats a l'altre costat de la carretera davant del velòdrom i el pavelló.

## Pavelló

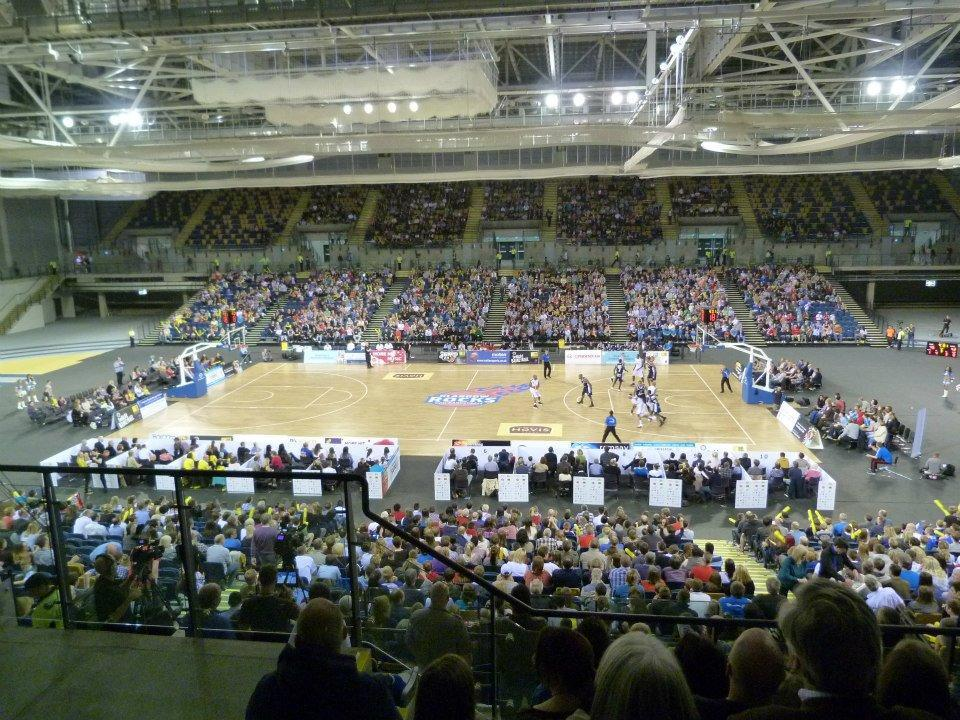
Primer partit dels Glasgow Rocks com a locals a l'Emirates Arena, l'octubre del 2012

El pavelló té una capacitat de 6,500 espectadors i durant els Jocs de la Commonwealth va tenir dotze pistes de bàdminton en tres esports interiors. El camp té una pista d'atletisme de 200m sota sostre que es pot elevar de manera hidràulica que va acollir el Aviva International Match, que es traslladà des de Kelvin Hall.
Al principi de la temporada 2012–13 de la Lliga britànica de bàsquet els Glasgow Rocks es van traslladar del Kelvin Hall al nou pavelló. El partit inaugural va ser contra l'etern rival Newcastle Eagles on es van exhaurir les entrades. Amb 1.500 cadires al voltant de la pista d'atletisme es convertí en el pavelló més gran de la Lliga britànica de bàsquet del moment. El 8 de novembre del 2012 la Lliga s'anuncià que el pavelló acolliria la final de la Lliga.
El 2015 l'equip britànic de la Copa Davis hi va jugar contra els Estats Units en la primera ronda i contra Austràlia a les semifinals de la Copa Davis 2015, on hi va participar el britànic i número tres del món Andy Murray. L'espai del pavelló es va ampliar a 8.200 per les semifinals per tal de complir amb els requeriments de la Copa Davis. L'equip britànic va tornar a jugar al pavelló per les semifinals de la Copa Davis 2016.
El pavelló va ser l'espai principal pel Campionat d'Europa d'atletisme en pista coberta de 2019.

## Velòdrom

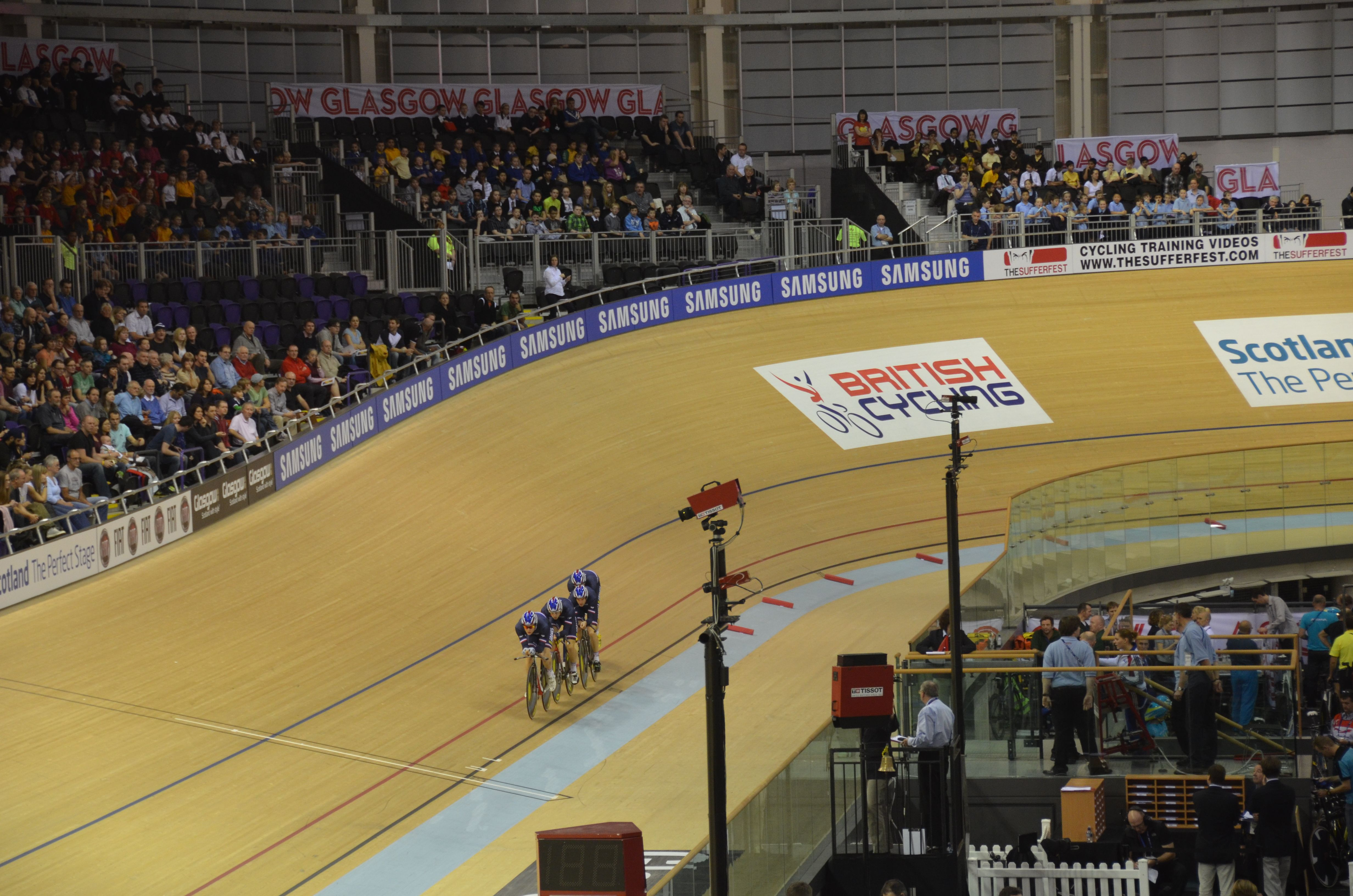
Sir Chris Hoy Velòdrom: Copa del Món de ciclisme en pista del 2012

El Velòdrom té una pista interior de 250 metres amb una capacitat de 2,500 espectadors (2,000 asseguts), ampliable a 4,500 espectadors (4,000 asseguts) amb seients temporals durant els Jocs. El Velòdrom rep el nom del ciclista escocès guanyador de medalles d'Or als Jocs Olímpics i Jocs de la Commonwealth Sir Chris Hoy, qui era aleshores el ciclista britànic més laurejat als Jocs Olímpics (ara en segona posició per darrere del compatriota Jason Kenny)
Es va inaugurar l'octubre del 2012 i va acollir una ronda de la Copa del Món de ciclisme en pista del 2012-13. L'agost del 2013 va acollir els Campionats del món de ciclisme en pista júnior del 2013. Va ser la seu dels Jocs de la Commonwealth del 2014. El velòdrom va acollir els Campionats d'Europa de ciclisme en pista, que formaven part dels Campionats Europeus.

El pavelló té places d'aparcament per a 416 cotxes i 26 places per a mobilitat reduïda. Es poden aconseguir més places d'aparcament addicionals al Celtic Park.